# Otis Blackwell
Otis Blackwell (Brooklyn, Nova Iorque, 16 de fevereiro de 1931 – Nashville, Tennessee, 6 de maio de 2002) foi um compositor, cantor e pianista americano. Foi um dos maiores compositores de rock, principalmente nos anos 50. Ele, na verdade, realizada em vários clubes e teatros em Brooklyn, eventualmente, tomar a decisão de soft-pedal do desempenho e para se concentrar na escrita. Na verdade, ele gravou uma canção para o produtor e executivo de gravadora Joe Davis, chamado de "Papai Rolling Stone". Isto tornou-se um ritmo menor e blues atingido por Blackwell e anos mais tarde, foi gravada pelo The Who.
Embora ele desistiu de apresentações públicas, Blackwell possuía um estilo de cantar básico.

## Algumas composições
- "All Shook Up" - (Elvis Presley)[2]
- "Don't Be Cruel" - (Elvis Presley)[2]
- "Return To Sender" (em parceria com Winfield Scott) - (Elvis Presley)[2]
- "Fever" (usando o pseudônimo "John Davenport" e Eddie Cooley) - (Elvis Presley, Eddie Cooley, Peggy Lee)
- "Great Balls of Fire" - (Jerry Lee Lewis)
- "Breathless" - (Jerry Lee Lewis)
- "Hey Little Girl" - (Dee Clark)
- "Handy Man" - (Jimmy Jones, Del Shannon, James Taylor)